# 青やからわたったんや
『青やからわたったんや』（あおやからわたったんや）は、1968年11月30日に関西テレビ放送が開局10周年記念番組として制作し、フジテレビ系列局で放送された、日本のテレビドラマである。全編オールロケーション作品。カラー放送であるが、演出上、モノクロとカラーの混在で構成している「パートカラー」番組である。明治百年記念芸術祭参加作品。第23回芸術祭奨励賞(テレビドラマ部門)を受賞。
以下の文は、放送日の朝日新聞 東京版及び大阪版共に朝刊 P.9 テレビ欄 番組表及び番組紹介記事（朝日新聞クロスサーチにて閲覧）を基に記載したものである。

## 概要
関西テレビ放送の開局10周年記念番組として制作したドラマである。
青信号で横断歩道を渡っていて、車にひき逃げではねられて死亡した幼女の兄を主人公に、交通道徳の無視がもたらす悲劇と、その為に傷つき大人への不信を深めて歪んでいく、少年の心を克明に描いたドラマである。
全編オールロケーション作品で、制作には、尼崎市、尼崎市消防局、尼崎市立西小学校、尼崎市立西幼稚園等の協力を得て行われた。
カラー放送であるものの、演出上カラーとモノクロの部分を混在させて、ドキュメンタリータッチで描いている「パートカラー」による制作を行っている。
明治百年記念芸術祭参加作品。第23回芸術祭テレビドラマ部門奨励賞を受賞。

## ストーリー
尼崎市大浜通りの交差点で、横断歩道を渡ろうとした幼女 湯浅ミカが、信号無視の自動車に跳ねられて死亡した。ミカの兄の貫太は、「青やったんや、青だからわたったんや」と叫び続けた。ミカを跳ねた車は、水色のライトバンということだけがわかっていた。貫太はポンコツ車置場や町工場を訪ね歩き、ガリ版刷りの手紙を信号待ちの車に渡して、無事故運転を訴えるのだった。

## 原作
寺田信義

## 配役
- 湯浅貫太：湯浅和則[1]
- 湯浅ミカ：藪本美加[1]
- 湯浅家の人：波田久夫[1]、古林泉[1]

ほか